# Elisa Agnini Lollini
Elisa Agnini Lollini, née le 22 mars 1858 à Finale Emilia et morte le 22 juin 1922 à Rome, est une militante italienne, précurseur du mouvement féministe.

## Biographie
En 1885, elle épouse Vittorio Lollini, avec qui elle aura quatre filles : Olga, Clara, Livia et Clelia. Elle est la sœur de Gregorio Agnini, Son frère est  l'un des fondateurs du parti socialiste,  il est  député pendant onze législatures. Elle participe au groupe socialiste des femmes romaines.
La condition difficile des femmes, exploitées dans leur famille et au travail, et le manque de droits fondamentaux deviennent les thèmes principaux de son engagement politique et social. En 1896, Giacinta Martini, Alina Albani, Virginia Nathan, Eva De Vincentiis et Elisa Agnini fondent  l'Associazione per la Donna. C'est l'une des premières associations féministes italiennes.
En 1911 au congrès de Turin de l'Associazione per la Donna qu'elle préside, elle proteste contre l'occupation de la Libye par les troupes italiennes.
Elle a également été active au sein des comités demandant le droit de vote pour les femmes. 
Au début de la Première Guerre mondiale, internationaliste et pacifiste convaincue, Elisa s'oppose à la participation de l'Italie au conflit.  
Elle est également très impliquée dans l'éducation de l'enfant qu'elle jugeait nécessaire au développement de la société. Dans ses dernières années, elle consacre une grande partie de son activité au Comité international des femmes pour la paix permanente.
En 1922, elle décède d'une tumeur à l'œsophage.